# Gabriel Knight: Sins of the Fathers
«Gabriel Knight: Sins of the Fathers» (англ. Габріель Найт: гріхи батьків) — пригодницька гра, випущена компанією Sierra-on-Line у 1993 року. Гра стала першим самостійним проєктом геймдизайнером Джейн Дженсен, і один з найстаріших і найавторитетніших журналів про комп'ютерні ігри Computer Gaming World визнав її «Пригодницькою грою року». Гра поклала початок трилогії Gabriel Knight і лягла в основу однойменної книги, виданій Джейн Дженсен у 1996 році. Виробництвом гри займалася Джейн Дженсен за підтримки досвідченого геймдизайнера Роберти Вільямс. Критики схвально відгукнулися про "Габріеля Найта", високо оцінивши озвучку та сюжет. Хоча гра не мала комерційного успіху, вона породила серію з продовженням під назвою "Звір всередині": Таємниця Ґабріеля Найта", що вийшла у 1995 році. До 20-річчя гри вийшов рімейк під назвою "Габріель Найт: Sins of the Fathers 20th Anniversary Edition, вийшов 15 жовтня 2014 року для Windows, Mac, iPad і Android. У рімейку було зроблено ремастеринг графіки та музики, новий голосовий склад і незначні зміни в організації подій.

## Сюжет
Габріель розслідує серію вбивств, розраховуючи на основі цієї справи написати нову книгу. Справа примітно тим, що в ньому простежуються сліди чаклунів вуду. Під час розслідування Габріелю доводиться все глибше занурюватися у світ міфів вуду, вивчати їхні методи чаклунства. Несподівано для себе він виявляє дивний зв'язок між цією справою і нічними кошмарами, снилися йому протягом всього його життя.
Габріель знаходить родича в Німеччини, і той повідомляє йому про фамільну спадщину. Габріель знаходить у себе плащ шаттен'егерей (нім. Schattenjäger) — «винищувачів тіней». Він дізнається, що рід шаттен'егерей ледь не перервався і він є останнім його представником. Нарешті Габріелю вдається зв'язати мучать його кошмари і вбивства вуду. Для цього йому треба вирушити до Німеччини, потім в Африки, після чого повернутися в Новий Орлеан, де його чекає розв'язка історії і де йому належить зробити вибір: любов і прощення або виконання свого боргу (у грі два можливих завершення).

## Ігровий процес
Рух головного персонажа обмежено зображуваним на екрані простором, який є окремою локацією. За локаціями міста можна пересуватися тільки в строго певні місця. Персонаж може здійснювати такі дії, як: брати, говорити, використовувати, дивитися.

## Персонажі
Опис постійних героїв серіалу див. Gabriel Knight, Постійні герої
Malia Gedde/Tetelo
Dr. John

## Актори
У CD-ROM-версії гри персонажів озвучували такі відомі актори, як Тім Каррі (Габріель), Марк Хемілл (детектив Моузлі), Ліа Реміні (Грейс) і Майкл Дорн (доктор Джон).

## Розробка
Гру створила та поставила письменниця Джейн Дженсен, яка також працювала над King's Quest VI: Heir Today, Gone Tomorrow. Вона розробила продукт разом із ветераном ігрового дизайну Робертою Вільямс. Чоловік Дженсен Роберт Холмс був продюсером і написав музику.
Програмістами для Gabriel Knight: Sins of the Father були Боб Ендрюс, Том ДеСальво, Джеррі Шоу, Шон Муні та Грег Томко-Павія. Графічним дизайнером був Натан Гамс. Художники включали Майкла Хатчісона, Кріса Вілліса, Дарлу Гамса, Діану Вхалкі та Джона Шродса. Аудіоінженерами були Келлі Сперджен і Рік Сперджен. Стюарт М. Розен працював режисером озвучення.
Сюжет і атмосфера Gabriel Knight: Sins of the Fathers були натхненні фільмом «Серце ангела». Ігровий дизайнер/режисер Джейн Дженсен згадувала, що їй було надано велику свободу у створенні концепції гри: «Однією з чудових речей Sierra було те, що Кен Вільямс справді вірив у художнє бачення. Якщо він дав вам шанс зробити гра, це була ваша відповідальність. Ніхто не казав вам, що з нею робити. Якщо вона не продаватиметься, то ви не створюватимете іншу гру для нього, але він дозволить вам мати цю свободу».
Під час розробки ігровий движок Sierra SCI було оновлено до «SCI 32», і команді було важко перевести Габріеля Найта на новий движок. Через це Дженсен згодом написав, що вони «протягом шести місяців боролися з жуками та шкідниками. Попри це, ми призначили дату Різдва – це просто перетворило те, що було дуже плавним проєктом, на ведмедя».